# Stephensia abbreviatella
Stephensia abbreviatella är en fjärilsart som beskrevs av Henry Tibbats Stainton 1851. Stephensia abbreviatella ingår i släktet Stephensia och familjen gräsmalar, Elachistidae. Inga underarter finns listade i Catalogue of Life.